# Tshangu
Tshangu är ett vattendrag i Kinshasa. Det rinner norrut genom stadens östra delar och mynnar i Kongofloden.